# Characidium nupelia
Characidium nupelia é uma espécie de peixe da família Crenuchidae e da ordem Chraciformes. Os machos podem alcançar 3,2 cm de comprimento. A espécie tem 33 vértebras.
Vivem em zonas de clima tropical, na América do Sul, mais especificamente, nos afluentes do rio Cuiabá, na bacia do rio Paraguai, no Brasil.
O nome da espécie é foi escolhido como homenagem ao Nupélia pela atuação em pesquisas ecológicas de peixes da região do reservatório de Manso, que levou à descoberta dessa nova espécie.